# Giovanni Antonio Fabri
Giovanni Antonio Fabri (polnisch Jan Antoni Fabri; * 1652; † 21. Dezember 1723 in Warschau, Königreich Polen) war ein italienischer römisch-katholischer Priester und Ordensbruder der Missionare des heiligen Vinzenz von Paul. Er war Superior von Konventen, Leiter von Priesterseminaren und Visitator des Ordens in Polen.

## Leben
Giovanni Antonio Fabri trat 1671 in Rom in den Orden ein. 1676 fuhr er nach Erhalt der Priesterweihe nach Polen. Dort war er zunächst in Warschau, dann Propst in Sambor und seit 1686 erster Leiter des neuen Priesterseminars in Przemyśl. 
1687 wurde Fabri Superior des Konvents in Chełmno und damit auch Propst der Stadtkirche St. Marien und Leiter des Priesterseminars und der städtischen Schule. Diese wurde 1692 durch seine Initiative in ein Akademisches Gymnasium umgewandelt und mit einem Dozenten der Universität Kraków besetzt. In seiner Zeit erfolgten auch Verbesserungen im Innern der Marienkirche.
1695 wurde Antonio Fabri Superior des Konvents  in Kraków-Stradom und Leiter des dortigen Ordensseminars. Seit 1799 war er Superior in Wilna (Vilnius). In dieser Zeit wurden der Konvent und die Kirche schwer beschädigt und danach  wieder aufgebaut.
Seit 1715 war Antonio Fabri Visitator des Ordens in Polen. Unter seiner Leitung entstanden neue Priesterseminare in Płock (1717), Lublin (1717), Gniezno (1718) und Włocławek (1719), sowie ein neuer Konvent in Siemiatycze (1719).
Giovanni Antonio Fabri wurde in der Heilig-Kreuz-Kirche in Warschau, dem Zentrum der Missionare in Polen, bestattet. Die Grabplatte ist wahrscheinlich erhalten.